# Hasan Hatipoğlu
Hasan Hatipoğlu (Alaşehir, 19 luglio 1989) è un calciatore turco, difensore del Kahramanmaraş İstiklalspor.